# Canon EOS 1000D
Canon EOS 1000D je digitalni zrcalnorefleksni fotoaparat (DSLR) z najvišjo efektivno ločljivostjo 10,1 megapikslov japonskega proizvajalca Canon Inc.. Fotoaparat je bil predstavljen 10. junija 2008, prodajati pa so ga začeli v sredini avgusta 2008. V ZDA, Kanadi in preostali Ameriki je znan pod imenom Canon EOS Digital Rebel XS in Canon EOS Kiss F na Japonskem. 1000D je prvi po vrsti najosnovnejši vstopni model DSLR v Canonovem nizu EOS in so ga označevali kot ena stopnja pred fotoaparatom 450D.
Fotoaparat ima nekaj skupnih značilnosti s 450D. Ima možnost fotografiranja v načinu živega predogleda (Live View), slikovni procesor DIGIC III in pomnilniški medij SDHC. Ima sedem goriščnih točk (z razliko od devetih) in je brez merjenja osvetlitvenega časa s svetlobno pego. 1000D je tudi drugi Canonov model EOS (za 450D), ki izključno rabi pomnilniške kartice SDC in SDHC namesto kartic CF.
Fotoaparat je 7. februarja 2011 nasledil model 1100D, ki ga še vedno izdelujejo na Tajvanu.

## Značilnosti
- optično tipalo APS-C CMOS 3.888 × 2.592 z najvišjo efektivno ločljivostjo 10,1 megapikslov.
- velikost tipala: APS-C 22 mm ×14 mm.
- pretvorbeni faktor izreza tipala: 1,6×.
- slikovni procesor DIGIC III.
- barvni TFT LCD-zaslon 64 mm (2,5 in) z ločljivostjo 230.000 pik, vidno razmerje 4:3
- široko območje 7-h nadzornih točk AF s središčnimi križnimi tipali.
- enota za samodejno čiščenje tipala EOS.
- trajni pogon do 3-h posnetkov na sekundo za poljubno število datotek JPEG ali do 1,5 posnetka na sekundo za 5 datotek RAW ali 4 datoteke RAW+JPEG.
- občutljivost ISO 100–1600.
- okrov objektivov  Canon EF in EF-S.
- video izhod NTSC/PAL.
- datotečni formati: JPEG, RAW (12-bitni izvirni Canon).
- pomnilniške kartice SDC in SDHC.
- uporabniške funkcije (C.Fn), kot na primer povečevanje nivoja osvetlitvenega časa po korakih f-stop ipd.
- litij-ionski baterijski vložek Canon LP-E5, življenjska doba baterije (posnetkov na polnjenje) približno 190–600 brez bliskavice ali 180–500 s 50 % rabo bliskavice.
- približna masa ohišja 450 g.

## Sprejem
1000D so neodvisne spletne strani fotografskih ocen pozitivno sprejele.

## Snemanje videa
Navkljub manjka uradne oglaševane funkcionalnosti s strani Canona za snemanje videa, je sedaj na voljo odprtokodno programje, ki omogoča uporabnikom snemanje videa neposredno na računalnik.
- Canon EOS 1000D z objektivom Canon EF-S 18-55mm f/3.5-5.6 II in izkočeno bliskavico
- Canon EOS 1000D z objektivom Canon EF 50mm f/1.8 II
- Zadnja stran
- Vrtljivi gumb za načine fotografiranja